# Littérature lesbienne noire des États-Unis
La littérature lesbienne noire des Etats-Unis fait partie de la littérature lesbienne et de la littérature afro-américaine et se concentre sur les expériences des femmes noires vivant aux États-Unis qui s'identifient en tant que lesbiennes. Ce genre littéraire inclut poésie et fiction centrées sur des personnages de lesbiennes noires, ainsi que des essais qui traitent des problèmes rencontrés par les lesbiennes noires. Les figures de proue de ce mouvement sont Ann Allen Shockley, Audre Lorde, Cheryl Clarke et Barbara Smith . 
La littérature lesbienne noire se focalise sur le vécu des lesbiennes noires, qui font face à des oppressions simultanées telles que le racisme, le sexisme, l'homophobie et les discriminations de classe. 

## Aperçu
La littérature lesbienne noire est née du mouvement féministe noir de la fin des années 1960 et du début des années 1970. Insatisfaites de l'incapacité du mouvement féministe des années 1960 et du mouvement des droits civiques à lutter contre les formes spécifiques d'oppression subies par les femmes noires, ces autrices produisent des essais critiques et des œuvres de fiction mettant en lumière leur vécu, en s'appuyant sur le féminisme noir, qui repose sur des théories comme l'intersectionnalité comme outil d'analyse, et s'inscrit dans les mouvements politiques de contestation des idéologies dominantes liées à la race, au genre, et à la sexualité. 
Plus précisément, ce genre littéraire permet aux lesbiennes noires américaines d'examiner l'homophobie qu'elles rencontrent dans presque tous les cercles politiques et sociaux dont elles font partie [réf. nécessaire]. L'autrice et activiste Cheryl Clarke a écrit des essais intitulés The Failure to Transform: Homophobia in the Black Community (« L'échec de la transformation: l'homophobie dans la communauté noire ») et Lesbianism: An Act of Resistance (« Le lesbianisme : un acte de résistance ») qui explorent tous deux la façon dont le patriarcat et la suprématie blanche donnent lieu à la forme d'homophobie raciste que subissent les lesbiennes noires. [réf. nécessaire]
En 1977, le groupe de féministes lesbiennes noires militantes connu sous le nom de The Combahee River Collective publie une déclaration dans laquelle elles décrivent leurs principaux objectifs politiques pour lutter simultanément contre le racisme, le sexisme, l'homophobie et l'oppression de classe. Bien que de nombreuses militantes aient été impliqués dans la conception de la déclaration, le texte final est rédigé par Demita Frazier, Beverly Smith et Barbara Smith. Dans cette déclaration, le groupe affiche son rejet du séparatisme lesbien, le jugeant inefficace en tant que stratégie politique car il empêche les autres, plus particulièrement les hommes noirs progressistes, de rejoindre leur cause. 
L'un des textes fondamentaux du genre est le roman d'Ann Allen Shockley, Loving Her. Publié en 1974, Loving Her est largement considéré comme le premier roman à présenter une protagoniste lesbienne afroaméricaine. Le livre suit l'histoire de Renay, une femme noire qui quitte son mariage abusif avec un homme noir pour entrer en relation avec une lesbienne blanche nommée Terry. Loving Her est considérée comme révolutionnaire pour sa représentation explicite de la sexualité lesbienne et ouvre la voie aux écrivaines noires pour décrire les relations lesbiennes dans leur écriture.  
Après Loving Her, Shockley publie deux autres livres, The Black and White of It, une collection de nouvelles mettant en scène diverses protagonistes lesbiennes noires, qui était le premier du genre, et un autre roman, Say Jesus and Come to Me . D'autres œuvres de ce type commencent à être publiées au début des années 1980, comme le roman d'Alice Walker The Color Purple et l'autobiographie d'Audre Lorde Zami: A New Spelling of My Name . Alors que les deux romans exploraient le développement de la sexualité de leurs personnages, ils examinaient également les expériences des personnages en tant que femmes noires dans une société sexiste et suprémaciste blanche[réf. nécessaire].

## Œuvres principales

### Fiction
- Loving Her, Ann Allen Shockley (1974)
- The Black and White of It, Ann Allen Shockley (1980)
- The Women of Brewster Place, Gloria Naylor (1982)
- Sassafrass, Cypress & Indigo , Ntozake Shange (1982)
- Say Jesus and Come to Me, Ann Allen Shockley (1982)
- Zami : Une nouvelle orthographe de mon nom, Audre Lorde (1982)
- La couleur pourpre, Alice Walker (1982)
- "The Champagne Lady," Hatshepsut's Legacy, SDiane Adamz-Bogus (ca. 1985)
- Living as a Lesbian, Cheryl Clarke (1986)
- The Gilda Stories, Jewelle Gomez (1991)
- Coffee Will Make You Black, April Sinclair (1994)
- Afrekete: An Anthology of Black Lesbian Writing, Catherine McKinley et L. Joyce DeLaney (1995)
- Does Your Mama Know?: An Anthology of Black Lesbian Coming Out Stories, Lisa C. Moore (1997)
- "Miss Hannah's Lesson," Callaloo and Other Lesbian Love Stories, LaShonda Barnett (1999)

### Essais
- La déclaration Combahee River Collective, Demita Frazier, Beverly Smith et Barbara Smith (1977)
- The Black Lesbian in American Literature: An Overview, Ann Allen Shockley (1979)
- Lesbianism: An Act of Resistance, Cheryl Clarke (1981)
- The Failure to Transform: Homophobia in the Black Community, Cheryl Clarke (1983)
- Homegirls: A Black Feminist Anthology, Barbara Smith (1983)
- Black Lesbian in White America, Anita Cornwell (1983)
- Sister Outsider : Essais et discours, Audre Lorde (1984)

## Voir également
- Littérature lesbienne
- Prix littéraire Lambda de la fiction lesbienne
- Pulp fiction lesbienne
- Youri (genre)
- Littérature gay (historiquement, le terme « littérature gay » était souvent utilisé pour couvrir à la fois la littérature gay et lesbienne)
- Thèmes LGBT dans la fiction spéculative